# 聖チェチリア (プッサン)
『聖チェチリア』(せいチェチリア、西: Santa Cecilia、英: Saint Cecilia）は、17世紀フランスの巨匠ニコラ・プッサンが1625年ごろ、キャンバス上に油彩で制作した絵画である。以前、プッサン同様、ローマに居住していたフランス人画家シャルル・メランの作品とみなした研究者もいたが、現在、プッサンの作品であることに疑義を呈する研究者はいない。作品の来歴はわかっていないが、ヨーロッパの美術市場で様々なプッサンの絵画を購入したフェリペ5世が購入した可能性があり、1734年のマドリードの旧王宮の目録に記録されている。現在、マドリードのプラド美術館に所蔵されている。

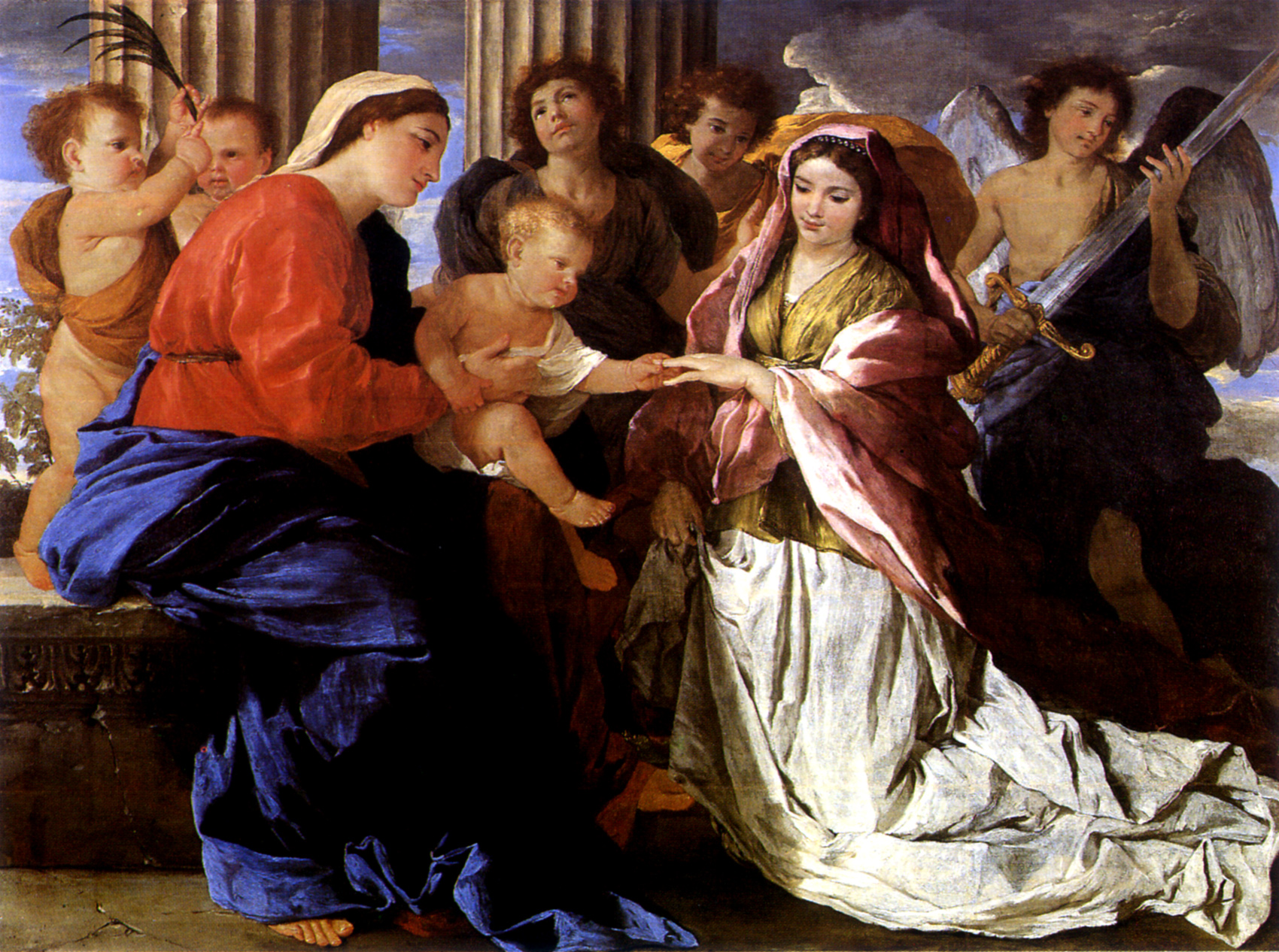
プッサン『聖カタリナの神秘の結婚』 (1628-1629年ごろ)、スコットランド国立美術館、エジンバラ

## 作品
本作に描かれているのは、音楽とオルガン演奏の守護聖女聖チェチリアである。3世紀の古代ローマ時代に生きた聖チェチリアは、神に身を捧げる若い女性であった。彼女は、ワレリアン (Valerian) と結婚した日に彼を真の信仰へと改宗させ、貞節な結婚へと導いた。伝説によると、2人はともに殉教した。後世、彼女には音楽に身を捧げたというイメージが加わり、絵画では中世に流行したオルガンとともに描かれることが多い。プッサンが居住していたローマのトラステヴェレにある聖チェチリア教会には、聖チェチリアの本物と見なされる聖遺物が保存されている。
画面では、聖チェチリアが彫刻を施された台座の上のハープシコードの前に座っている。彼女の顔は、『聖カタリナの神秘の結婚』 (1628-1629年ごろ、スコットランド国立美術館、エジンバラ) などにも登場する。彼女の右横には楽譜を持った2人の天使がいる。聖チェチリアは黄土色の衣服を纏っており、それが青色のチュニックを部分的に覆っている。彼女の背後では2人の若い歌い手が別の楽譜を見ており、画面上部左側ではもう1人の天使が重々しいカーテンを上げているが、右側の円柱がカーテンとバランスをとっている。背景となっているのは、曇り空の下の広大な風景である。本作の質は高く、堅固な仕上げ、ゆらぎない素描、洗練された色彩、優雅な構図を有している。